# Werner Lorant
Werner Heinz Erich Lorant (* 21. November 1948 in Welver; † 20. April 2025 in Wasserburg am Inn) war ein deutscher Fußballspieler und -trainer.
Der gelernte Maler und Anstreicher, ältestes von sieben Kindern eines Maurers, gewann als Spieler mit Eintracht Frankfurt zu Anfang der 1980er Jahre den UEFA-Cup und den DFB-Pokal. Als Trainer führte er in den 1990er Jahren den TSV 1860 München von der Drittligameisterschaft bis zur Qualifikation für die Champions League. Mit dem 1. FC Schweinfurt 05 und Viktoria Aschaffenburg gelangen ihm zwei weitere Meisterschaften in der dritten Liga, in jenen Jahren noch die höchste Amateurklasse. Bei weiteren Engagements, die ihn unter anderem in die Türkei und nach Ostasien führten, waren ihm mit Ausnahme einer zyprischen Vizemeisterschaft keine weiteren Erfolge beschieden.
Sowohl als Spieler als auch als Trainer zeichnete er sich durch eine raue Art aus und musste sich in beiden Funktionen mehrfach der Sportgerichtsbarkeit stellen.

## Karriere als Spieler
Werner Lorant begann als Zehnjähriger mit dem Fußballspielen in seinem Heimatort beim Amateurverein SV Welver, mit dem er 1968 aus der Bezirksklasse Staffel 9 in die Landesliga Staffel 5 aufstieg. Im Sommer 1969 schloss er sich dem damaligen Zweitligisten Westfalia Herne an.

### Borussia Dortmund, Essen und Saarbrücken
In der Saison 1971/72 – Lorant war 1971 von Westfalia Herne als Länderpokalspieler von Westfalen zu Dortmund gekommen – kam der Mittelfeldspieler zu 23 Bundesligaeinsätzen für Borussia Dortmund und war dabei unter anderem Teil der Elf, die beim FC Bayern München mit 1:11 unterlag. Zum Saisonende stieg der Verein als 17. ab. Lorant blieb bei Dortmund, wechselte allerdings, nachdem der direkte Wiederaufstieg nicht gelungen war, zur Saison 1973/74 zum Aufsteiger Rot-Weiss Essen. Während er Spieler in Essen war, trainierte er gleichzeitig den SC Westtünnen in Hamm. Hier entdeckte er 1975 Horst Hrubesch, den er an Rot-Weiss Essen weiterempfahl. Bei Essen wurde er auch oft als Verteidiger eingesetzt und spielte bis zum Abstieg 1977 unter anderem neben der Vereinslegende Willi „Ente“ Lippens, den späteren Nationalstürmern Manfred Burgsmüller und Horst Hrubesch sowie dem Mittelfeldregisseur Günter „Nobby“ Fürhoff. In 116 Bundesligaspielen für die Essener erzielte er 16 Treffer. Er ist damit einer von nur sieben Essener Spielern mit mehr als 100 Bundesligaeinsätzen.
Nach dem Abstieg mit dem Verein wechselte er zum Bundesliga-Aufsteiger des Vorjahres, dem 1. FC Saarbrücken, mit dem er jedoch zum dritten Mal in seiner Laufbahn einen Abstieg hinnehmen musste. Danach wechselte er zu Eintracht Frankfurt.

### Eintracht Frankfurt
Die Frankfurter, mit den Weltmeistern von 1974 Jürgen Grabowski und Bernd Hölzenbein sowie Spielern wie Norbert Nachtweih, Bernd Nickel und dem Österreicher Bruno Pezzey, wurden in jenen Jahren stets zu den Mitfavoriten um den Meistertitel gezählt. Es gelang aber nur 1979 und 1980 die Qualifikation für den UEFA-Cup. Der Gewinn des Pokals unter Trainer Friedel Rausch in den Finalspielen von 1980 gegen Borussia Mönchengladbach wurde zu Lorants Höhepunkt seiner Spielerkarriere. In der folgenden Spielzeit gelang unter Trainer Lothar Buchmann ein 3:1-Erfolg im DFB-Pokalfinale gegen den 1. FC Kaiserslautern.

### Schalke 04
Zwischen dem 15. und 16. Spieltag der Saison 1982/83 schloss sich der gerade 34 Jahre alt gewordene Lorant dem Bundesligawiederaufsteiger und zu diesem Zeitpunkt Tabellenvorletzten der Liga, dem FC Schalke 04, an. Zu diesem Zeitpunkt blickte er zurück auf 134 Bundesligaspiele für die Eintracht, in denen er 21 Tore erzielt hatte. Mit den Schalkern belegte er am Saisonende den 16. Platz. In den damals üblichen Relegationsspielen gegen den Zweitligadritten, in jener Saison Bayer 05 Uerdingen, verlor Schalke auswärts mit 1:3 und stieg nach einem 1:1 im Rückspiel zum zweiten Mal aus der Eliteklasse ab. Dies war der vierte Bundesligaabstieg für Lorant, der nach seinem Transfer bis auf die Partie am 22. Spieltag in allen Ligaspielen der Knappen teilgenommen hatte, dabei aber torlos blieb.

### Hannover 96 und SV Heidingsfeld
Lorant spielte daraufhin noch die Saison 1983/84 in der zweiten Bundesliga für Hannover 96, das in jenem Jahr aber nur 14. wurde. Von 1984 bis 1986 beim SV Heidingsfeld und von 1986 bis 1987 beim 1. FC Schweinfurt 05 fungierte er noch als Spielertrainer im gehobenen Amateurbereich.

### Spielweise
Lorant war als harter Spieler bekannt und erwarb sich den Beinamen Werner Beinhart. In seinen insgesamt 325 Bundesligapartien, in denen er 54 Tore und ein Eigentor erzielte, wurde er 67 Mal mit der Gelben und auch zwei Mal mit der Roten Karte bedacht. Dem Nationalspieler Jupp Kapellmann (FC Bayern München) fügte er eine Verletzung an den Hoden zu, die ärztlich behandelt werden musste. Theo Homann vom Wuppertaler SV zog sich bei einem Foul von Lorant (1975) einen zweifachen Kreuzbandriss und einen Innenbandriss zu und musste nach anhaltenden Beschwerden 1977 seine Karriere als Sportinvalide beenden. In der Zweiten Bundesliga, in der er in 61 Spielen acht Tore erzielte, wurde ihm weitere acht Mal eine Verwarnung ausgesprochen.
Bernd Hölzenbein äußerte sich einmal wie folgt über ihn: „Seine Härte war gefürchtet. Wenn mich mal ein Gegenspieler nervte, drohte ich ihm mit Werner. Nach dem Motto: Ich hetz’ den Lorant auf dich. Schon war Ruhe.“

## Wettbewerbsübersicht
| Bundesliga            | Bundesliga            | 325 | Spiele | 46 | Tore |
| 2. Liga               | 2. Liga               | 33  | Spiele | 9  | Tore |
| Regionalliga bis 1974 | Regionalliga bis 1974 | 23  | Spiele | 0  | Tore |
| DFB-Pokal             | DFB-Pokal             | 39  | Spiele | 9  | Tore |
| Europapokal           | Europapokal           | 22  | Spiele | 3  | Tore |

## Karriere als Trainer

### Anfänge
Erste Trainererfahrung machte er bereits als Profi von Rot-Weiss Essen, als er nebenbei den unterklassigen SC Westtünnen in Hamm betreute und dort als Trainer in Horst Hrubesch einen seiner zukünftigen Mitspieler in Essen entdeckte. In der Saison 1982/83, damals noch Profi bei Eintracht Frankfurt, betreute er ebenfalls nebenher den VfR Groß-Gerau, musste aber bereits Ende November aufgrund seines Wechsels zum FC Schalke 04 sein Engagement einstellen. Nach der Profilaufbahn begann Lorant seine eigentliche Trainerkarriere im Jahr 1984 beim Würzburger Verein SV Heidingsfeld, wo er sich als Spielertrainer betätigte. Ab 1986 füllte er diese Funktion beim 1. FC Schweinfurt 05 aus, mit dem er 1990 in die 2. Liga aufstieg. Ab 1990 trainierte er Viktoria Aschaffenburg und gewann mit dem Verein 1992 die Meisterschaft in der drittklassigen Oberliga Hessen.

### Ära beim TSV 1860 München
Zum 1. Juli 1992 wurde er vom Präsidenten des in der Vorsaison in die drittklassige Bayernliga abgestiegenen TSV 1860 München, Karl-Heinz Wildmoser, verpflichtet. Er führte die „Löwen“ innerhalb von zwei Jahren in die 1. Bundesliga und erreichte 1997 mit ihnen dort den 7. Platz, was in jenem Jahr zur Qualifikation für den UEFA-Cup reichte. Die 60er scheiterten aber in der zweiten Runde an Rapid Wien. Nach weiteren Platzierungen im Mittelfeld erreichte der TSV 1860 im Jahr 2000 den vierten Platz; in der Qualifikation zur Champions League scheiterte er mit 1:2 und 0:1 an Leeds United. Bei der anschließenden Teilnahme am UEFA-Cup schied 1860 nach einem beachtlichen 2:2 auswärts mit einer 0:2-Heimniederlage gegen den AC Parma aus. In der Bundesliga wurde 1860 Elfter.
Nach einer 1:5-Niederlage am neunten Spieltag der Saison 2001/02 im Derby gegen den FC Bayern erreichten die schwelenden Auseinandersetzungen mit dem Vereinspräsidenten Wildmoser ihren Höhepunkt, und Lorant wurde entlassen. Nachfolger als Trainer der zu diesem Zeitpunkt auf dem 10. Platz stehenden Mannschaft wurde der ehemalige österreichische Nationalspieler und damalige Co-Trainer Peter Pacult.
Die Ära Lorant war vor allem dadurch gekennzeichnet, dass alljährlich große Teile der Mannschaft ausgetauscht wurden. Die Nationalspieler Thomas Häßler und Martin Max spielten in der Spätphase ihrer Karriere ab 1999 unter Lorant. Max wurde dabei zweimal Bundesliga-Torschützenkönig. Nationalspieler Jens Jeremies wurde seinerzeit beim TSV 1860 entdeckt. Ausländische Nationalspieler jener Zeit waren unter anderem Abédi Pelé aus Ghana, Harald Cerny aus Österreich, Miroslav Stević aus Serbien sowie Paul Agostino und Ned Zelic aus Australien. Bernhard Winkler, Horst Heldt, Olaf Bodden, Manfred Schwabl und Bernhard Trares waren weitere Spieler, die bei 1860 in der Ära Lorant Beachtung fanden.

### Stationen in der Türkei, Südkorea, Zypern und Iran
Ab Januar 2002 trainierte er den türkischen Spitzenverein Fenerbahçe Istanbul. Nach seiner Entlassung dort im Dezember desselben Jahres wurde er aber sofort vom seinerzeit als LR Ahlen firmierenden Zweitbundesligisten Rot Weiss Ahlen verpflichtet. Er führte den Verein aus der Abstiegszone zum zwölften Platz. Es kam aber dennoch nicht zu einem Engagement über das Saisonende hinaus.
Ab Oktober 2003 trainierte er den neugegründeten südkoreanischen Verein Incheon United und führte diesen in die ebenso neugegründete erste Liga, die K-League, ein, die im April 2004 den Spielbetrieb aufnahm. Incheon konnte dort aber nicht überzeugen und es kam schon im August zur Trennung.
Von März bis Mai 2005 saß er auf der Bank des zyprischen Meisters APOEL Nikosia, konnte dort aber nicht die Hoffnungen auf eine erfolgreiche Titelverteidigung erfüllen und wurde nur Zweiter. Im Juni des Jahres übernahm er den türkischen Erstligaaufsteiger Sivasspor und erreichte mit dem Verein auf Anhieb den achten Platz in der Süper Lig. Nachdem er bereits im Februar 2006 zeitweise als Trainer der Sportfreunde Siegen im Gespräch gewesen war, wurde der ursprünglich bis 2007 laufende Vertrag zu Saisonschluss dennoch vorzeitig aufgelöst.
Von Juli bis Oktober 2006 war er Trainer bei Saipa Teheran, bevor er zu Kayseri Erciyesspor in die Türkei zurückkehrte. Im Januar 2007 stand der Verein auf dem letzten Platz der Süper Lig, und es kam zur vorzeitigen Trennung.

### Unterhaching und Rückkehr in die Türkei
Im März 2007 wurde Lorant vom auf dem vorletzten Platz der Zweiten Bundesliga befindlichen Münchener Vorortsverein, der SpVgg Unterhaching, als Nothelfer verpflichtet. Er konnte der Mannschaft jedoch keine entscheidenden Impulse geben, und es änderte sich bis zum Saisonende nichts am Tabellenplatz. Nachdem sein ursprünglich bis zu Saisonende laufender Vertrag im Mai 2007 um ein Jahr verlängert worden war, trat Lorant beim Drittligisten bereits Anfang Oktober zurück; denn der gewünschte sportliche Erfolg hatte sich nicht eingestellt, so dass er den Weg für einen Neuanfang bei der SpVgg freimachen wollte.
Kurz darauf kehrte er wieder in die Türkei zurück, um Trainer beim Erstligaaufsteiger Kasımpaşa Istanbul zu werden; nach sechs Niederlagen in den ersten sechs Spielen wurde der Vertrag allerdings Anfang Dezember 2007 einvernehmlich wieder aufgelöst.

### Intermezzo in China und in der Slowakei
Kurze Zeit später unterschrieb er beim chinesischen Erstligisten FC Liaoning, wo er nach nur drei Monaten eigenen Angaben zufolge seinen Vertrag kündigte. Liaoning lag seinerzeit auf dem letzten Tabellenplatz und stieg zum Ende der Saison nach zehnjähriger Zugehörigkeit aus der höchsten Spielklasse ab.
Im August 2008 trainierte Lorant kurzfristig den Münchner Bezirksligisten SV ATA Spor. ehe er Ende des Monats für acht Monate Trainer beim slowakischen Erstligaaufsteiger DAC Dunajská Streda wurde; Nach einer 0:6-Niederlage bei Slovan Bratislava wurde Medienberichten zufolge sein Vertrag am 22. April 2009 einvernehmlich aufgelöst. Der Verein schloss die Saison als Achter von neun Vereinen ab und hielt die Liga.
Im März 2010 wurde Lorant zum Sportdirektor von Tennis Borussia Berlin berufen, der Verein ersuchte allerdings bereits im Mai um die Eröffnung eines Insolvenzverfahrens.
Im März 2012 wurde Lorant erneut Trainer beim slowakischen Verein DAC Dunajská Streda. Anfang April musste er seinen Posten jedoch wieder abgeben, da die benötigte Trainerlizenz abgelaufen war.

### Abstiegsverhinderer im Amateurbereich
Im April 2015 übernahm Lorant für die letzten sieben Saisonspiele das Training beim Bezirksligisten TSV Waging am See im oberbayerischen Landkreis Traunstein als Nothelfer, um den Abstieg zu verhindern. In der 94. Minute des letzten Saisonspiels gegen den ESV München gelang dem von Lorant kurz zuvor eingewechselten Maxi Hösle im Anschluss an einen Freistoß der 1:1-Ausgleich, was den als „Wunder von Waging“ gefeierten Klassenerhalt bedeutete. Lorants Wirken in Waging, bei dem der TSV vier Mal siegte, war auch von einem Zuschauerboom begleitet.
Im Januar 2017 engagierte ihn der abstiegsbedrohte österreichische Verein Union Hallein. Lorant gelang es, die Halleiner vor dem Abstieg aus der viertklassigen Salzburger Liga zu bewahren. In der darauf folgenden Saison übernahm sein Waginger Nachbar, der deutsche Ex-Nationalspieler Dieter Eckstein, seit April bereits sein Co-Trainer, den Trainerposten. Er wurde jedoch schon im Oktober vom österreichischen Ex-Nationalspieler Thomas Eder abgelöst, der sich allerdings auch nicht lange halten konnte. Nachdem Lorant beim Pendeln nach Hallein von der Polizei wegen 1,1 ‰ Alkohol der Führerschein abgenommen worden war, bildete er eine Fahrgemeinschaft mit Eckstein. Im April 2019 verpflichtete ihn der zu diesem Zeitpunkt in der 1. Landesliga Salzburg letztplatzierte Lokalrivale FC Hallein 04 für den Rest der Saison.

### Einstellung
Lorant blieb auch als Trainer Werner Beinhart. „Ich wechsle nur aus, wenn sich einer ein Bein bricht“, bemerkte er einmal. Sein Verhältnis zur Mannschaft kommentierte er mit „was soll ich mit den Spielern reden, ich bin doch kein Pfarrer“. Er war für sein cholerisches Temperament bekannt. Oftmals wurde er wegen seiner Unbeherrschtheiten Schiedsrichtern und gegnerischen Spielern gegenüber auf die Tribüne verwiesen, mit langen Spielsperren und hohen Geldstrafen bedacht. Schiedsrichter Georg Dardenne ließ er einmal über die Presse ausrichten, dass dieser froh sein könne, dass er „dem keine gelangt“ habe, weil er so weit weg gewesen sei.

## Sonstiges
Ab dem 27. Juni 2009 ergänzte Lorant zusammen mit Reiner Calmund das „Kompetenzteam“ in Oliver Pochers Fußball-Castingshow Sportfreunde Pocher – Alle gegen die Bayern. Lorant trainierte dort eine aus Prominenten und Hobbysportlern zusammengestellte Mannschaft, die am Ende der Show am 25. Juli 2009 gegen den FC Bayern München antrat. Das Spiel zu Gunsten der Aktion Ein Herz für Kinder endete mit 13:0 für die Bayern.
Am 7. März 2010 betreute Lorant eine als ran Allstars auflaufende Prominentenauswahl, die nach dem Erdbeben in Haiti in einem Benefiz-Spiel gegen die haitianische Fußballnationalmannschaft in der Augsburger impuls arena antrat und mit 2:6 verlor. Es war das erste Spiel, das die haitianische Nationalmannschaft nach der Katastrophe bestritt.
Im Mai 2011 wurde Lorants Anwesen in Dorfen bei München auf Betreiben des neuen Eigentümers zwangsgeräumt. Zuvor war es zur Zwangsversteigerung gekommen, da Lorant seine Hypotheken in einer Höhe von 550.000 Euro nicht bedienen konnte. Als Ursache für seine finanzielle Situation wurden Spekulationen mit Ost-Immobilien in den 1990er Jahren angegeben. Zeitgleich kam es zur Trennung von seiner Ehefrau.
2011 nahm Lorant an der zweiten Staffel der von ProSieben gesendeten Reality-TV-Show Die Alm teil und erreichte den 9. Platz.
Einige Zeit lebte Lorant auf Mallorca, in den Sommermonaten aber in einem Appartement auf einem Campingplatz in Waging am See, wo er Trainingsstunden für Kinder gab. Zuletzt lebte er in einem Seniorenheim. Lorant starb am Ostersonntag 2025 im Alter von 76 Jahren in Wasserburg am Inn.